# Catherina (voilier)
Le Catherina est une goélette construite en 1920 aux Pays-Bas.
C'est désormais un voilier-charter naviguant sous pavillon hollandais.

## Histoire
Cette goélette a été construite en bois en 1920 aux Pays-Bas pour la marine allemande et a été lancée sous le nom de Vlieland.
En 1955, sa coque en bois est remplacée par une coque en acier en Belgique. Elle prend alors le nom de Kamina et est enregistrée au port de Zeebruges.
Cette goélette sera utilisée pour la pêche jusqu'en 1982.
Depuis 1985, sous le nom de Catherina elle navigue sous pavillon hollandais comme voilier-charter pour passagers.
Elle participe fréquemment aux grands rassemblements de vieux gréements comme le Brest 2008.